# تورو یوشیدا
تورو یوشیدا (انگلیسی: Toru Yoshida؛ زادهٔ ۱۷ مهٔ ۱۹۶۵) بازیکن فوتبال اهل ژاپن است.
از باشگاه‌هایی که در آن بازی کرده‌است می‌توان به باشگاه فوتبال جف یونایتد ایچیهارا چیبا اشاره کرد.